# Sphecodopsis fumipennis
Sphecodopsis fumipennis är en biart som först beskrevs av Gottlieb Wilhelm Bischoff 1923.  Sphecodopsis fumipennis ingår i släktet Sphecodopsis och familjen långtungebin. Inga underarter finns listade i Catalogue of Life.